# Robert Kišerlovski
Robert Kišerlovski (Čačak, 9 augustus 1986) is een voormalig Kroatisch wielrenner. Hij was actief voor Tinkoff, Liquigas, Fuji-Servetto, Amica Chips-Knauf, Astana en Team Katjoesja Alpecin. Zijn jongere broer Emanuel was ook actief als wielrenner.

## Palmares

### Resultaten in voornaamste wedstrijden
| Jaar | Ronde van Italië | Ronde van Frankrijk | Ronde van Spanje |
| ---- | ---------------- | ------------------- | ---------------- |
| 2009 |                  |                     | opgave           |
| 2010 | 10e              |                     |                  |
| 2011 | 42e              |                     | 18e              |
| 2012 |                  | opgave              |                  |
| 2013 | 15e              |                     | 17e              |
| 2014 | 10e              |                     |                  |
| 2015 |                  |                     |                  |
| 2016 |                  | 58e                 | opgave           |
| 2017 | 31e              | 30e                 |                  |
| 2018 |                  | opgave              |                  |

| Jaar | Amstel Gold Race | Luik-Bast.‑Luik | Ronde van Lombardije | Waalse Pijl |  | WK op de weg |  | Wereldranglijsten |
| ---- | ---------------- | --------------- | -------------------- | ----------- |  | ------------ |  | ----------------- |
| 2009 |                  |                 |                      |             |  |              |  |                   |
| 2010 |                  |                 |                      |             |  |              |  | 102e (UWK)        |
| 2011 |                  |                 |                      |             |  | 76e          |  | 162e (UWT)        |
| 2012 | 29e              | 14e             |                      | 5e          |  |              |  | 67e (UWT)         |
| 2013 |                  |                 |                      |             |  |              |  | 106e (UWT)        |
| 2014 |                  |                 |                      |             |  |              |  | 66e (UWT)         |
| 2015 | 60e              | 18e             | opgave               | 32e         |  |              |  |                   |
| 2016 | 69e              | 43e             |                      | 41e         |  |              |  |                   |
| 2017 |                  |                 | opgave               |             |  |              |  | 246e (UWT)        |
| 2018 |                  | 50e             | opgave               | 69e         |  |              |  | 265e (UWT)        |

### Resultaten in kleinere rondes
| Jaar | Parijs-Nice | Tirreno-Adriatico | Ronde van Catalonië | Ronde van het Baskenland | Ronde van Romandië | Critérium du Dauphiné | Ronde van Zwitserland | Ronde van Polen |
| ---- | ----------- | ----------------- | ------------------- | ------------------------ | ------------------ | --------------------- | --------------------- | --------------- |
| 2009 |             |                   |                     |                          |                    |                       | 25e                   | opgave          |
| 2010 |             |                   | 18e                 |                          |                    |                       |                       |                 |
| 2011 | opgave      |                   |                     |                          | opgave             |                       |                       | 31e             |
| 2012 | 9e          |                   | 7e                  | 11e                      |                    |                       | 13e                   |                 |
| 2013 | 20e         |                   | 22e                 |                          | 14e                |                       |                       | 11e             |
| 2014 |             | 7e                | 10e                 | 16e                      |                    |                       |                       |                 |
| 2015 | 20e         |                   | 49e                 | opgave                   | 21e                | 14e                   |                       | 19e             |
| 2016 | 58e         |                   |                     | 40e                      | opgave             | 26e                   |                       |                 |
| 2017 |             |                   | 81e                 | 50e                      |                    |                       |                       |                 |
| 2018 |             |                   | 57e                 | 30e                      |                    | 41e                   |                       |                 |

## Ploegen
- 2005 –  KRKA-Adria Mobil
- 2006 –  Adria Mobil
- 2007 –  Adria Mobil
- 2008 –  Adria Mobil
- 2009 –  Amica Chips-Knauf (tot 4-6)
- 2009 –  Fuji-Servetto (vanaf 5-6)
- 2010 –  Liquigas-Doimo
- 2011 –  Pro Team Astana
- 2012 –  Astana Pro Team
- 2013 –  RadioShack Leopard
- 2014 –  Trek Factory Racing
- 2015 –  Tinkoff-Saxo
- 2016 –  Tinkoff
- 2017 –  Team Katjoesja Alpecin
- 2018 –  Team Katjoesja Alpecin